# Янкін Сергій Іванович
Сергій Іванович Янкін (Янів) (? — †?) — начальник штабу Синьожупанної дивізії військ Центральної Ради.
1 січня 1910 р. — поручик 12-го піхотного Сибірського резервного Барнаульського полку. Останнє звання у російській армії — капітан.
У січні—квітні 1918 р. — начальник штабу та в.о. начальника 1-ї Української (Синьожупанної) дивізії військ Центральної Ради.
Подальша доля невідома.
У деяких спогадах згадується під прізвищем Янів.